# Filo rosso del destino
Il filo rosso del destino (運命の赤い糸?, Unmei no akai ito) è una leggenda popolare di origine cinese diffusa in Giappone. Secondo la tradizione ogni persona porta, fin dalla nascita, un invisibile filo rosso legato al mignolo della mano sinistra che lo lega alla propria anima gemella. Il filo ha inoltre la caratteristica di essere indistruttibile: le due persone sono destinate, prima o poi, a incontrarsi e a sposarsi.

## La leggenda
Wei era un uomo che, rimasto orfano di entrambi i genitori in tenera età, desiderava sposarsi e avere una grande famiglia; nonostante i suoi sforzi era giunto all'età adulta senza essere riuscito a trovare una donna che volesse diventare sua moglie.
Durante un viaggio Wei incontrò, sui gradini di un tempio, un anziano appoggiato con la schiena a un sacco che stava consultando un libro. Wei chiese all'uomo cosa stesse leggendo; l'anziano rispose di essere il Dio dei matrimoni e, dopo aver guardato il libro, disse a Wei che sua moglie ora era una bimba di tre anni e che avrebbe dovuto attendere altri quattordici anni prima di conoscerla. Wei, deluso dalla risposta, chiese cosa contenesse il sacco; l'uomo rispose che lì dentro c'era del filo rosso che serviva per legare i piedi di mariti e mogli. Quel filo è invisibile e impossibile da tagliare, per cui una volta che due persone sono legate tra loro saranno destinate a sposarsi indipendentemente dai loro comportamenti o dagli eventi che vivranno. Queste parole non convinsero Wei che, per sentirsi libero di scegliere da solo la donna da sposare, ordinò al suo servo di uccidere la bambina destinata a diventare sua moglie. Il servo pugnalò la bambina ma non la uccise: riuscì soltanto a ferirla alla testa e Wei, dopo quegli eventi, continuò la sua solita vita alla ricerca della moglie.
Quattordici anni dopo Wei, ancora celibe, conobbe una bellissima ragazza diciassettenne proveniente da una famiglia agiata e si sposò con lei. La ragazza portava sempre una pezzuola sulla fronte e Wei, dopo molti anni, le chiese per quale motivo non se la togliesse nemmeno per lavarsi. La donna, in lacrime, raccontò che quando aveva tre anni fu accoltellata da un uomo e che le rimase una cicatrice sulla fronte; per vergogna la nascondeva con la pezzuola. A quelle parole Wei, ricordandosi dell'incontro con il Dio dei matrimoni e dell'ordine che dette al suo servo, confidò alla donna di essere stato lui a tentare di ucciderla. Una volta che Wei e la moglie furono a conoscenza della storia si amarono più di prima e vissero sereni e felici.

## Nella cultura di massa
La leggenda del filo rosso è citata o è alla base di numerosi film, telefilm, anime e manga; le opere che sono più legate a questo aspetto del folklore giapponese sono il dorama Akai ito e il film di animazione Your Name. di Makoto Shinkai.